# Kenners Star Wars-figurer
Leksaksföretaget Kenner tillverkade flera leksaksfigurer baserade på filmtrilogin Star Wars. Över 100 actionfigurer tillverkades och såldes åren 1978-1985, och över 300 miljoner figurer såldes.

## Historik
Licensen till  Star Wars-figurerna gavs 1976 till Mego Corporation, ett ledande företag vid tillverkningen av actionfigurer under 1970-talet. Mego tackade nej, och licensen gick i stället till Kenner, som tillhörde General Mills.
Fastän den första Star Wars-filmen hade biopremiär i maj månad 1977, var Kenner inte beredda när det skreks efter leksaker. När man inte kunde klara kraven inför den julen, såldes de i stället ett "Early Bird Certificate Package" som innehöll ett certifikat som kunde skickas via brev till och  lösas in mot fyra Star Wars-figurer. Lådan innehöll även diverse klistermärke, samt ett medlemskort till Star Wars-klubben.
Ett pånyttfött intresse för Star Wars visades vid 1990-talets mitt, då filmtrilogin återigen utkommit på  laserdisc och VHS, och med Star Wars Special Edition. Kenner, som köpts upp av Tonka 1987 och därefter av Hasbro 1991, släppte 1995 en ny serie figurer, återigen med texten Power of the Force. Dessa kallas bland samlare för Power of the Force 2. Dessa figurer fortsatte säljas under Kenners varumärke fram till 1999, då de bytte varumärkesnamn till Hasbro. Hasbro fortsatte sedan marknadsförja actionfigurer de kommande åren.
Kenners framgångar med Star Wars motiverade produktion av actionfigurer inom andra filmer inom action-äventyrsgenren.

### Fotnoter
1. ↑  Carlisle, Rodney, Encyclopedia of play in today's society, Sage, s. 345, http://books.google.co.uk/books?id=7DiB3z2fBpAC&pg=PA345, läst 11 januari 2012
2. ↑  ”Production Fails to Meet Heavy Demand for Toy”, The Telegraph, 17 december 1977, http://news.google.com/newspapers?id=YnljAAAAIBAJ&sjid=53kNAAAAIBAJ&pg=2733,3912686, läst 9 januari 2012
”Star Wars Toys Sold Out”, Lakeland Ledger, 18 december 1977, http://news.google.com/newspapers?id=5RJNAAAAIBAJ&sjid=o_oDAAAAIBAJ&pg=3748,3990458, läst 9 januari 2012
3. ↑  Kellerman, John (2003), Star Wars Vintage Action Figures: A Guide For Collectors, Frontback Books
4. ↑  ”Star Wars toys strike back at toy fair”, The Dispatch, 10 februari February 1996, http://news.google.com/newspapers?id=Q_AbAAAAIBAJ&sjid=B1MEAAAAIBAJ&pg=4065,3144089, läst 12 januari 2012
5. ↑  Mansour, David (2005). Abba to Zoom: A Pop Culture Encyclopedia of the Late 20th Century. Andrews McMeel Publishing. sid. 461. ISBN 978-0-7407-5118-9. http://books.google.com/books?id=hK0rPUF85loC&pg=PA461